# Kolu kokolu
『kolu_kokolu』（コル・ココル）は、2022年3月16日に発売された、LEGO BIG MORLの8thアルバムである。

## 収録曲
1.ラブソングを聴いてしまった
2.Hello Stray Kitty
3.潔癖症 (Remastered version)
4.心とは~kolu_kokolu~
5.Gradation~多様性の海~
6.痛い春
7.アソビ
8.愛を食べた (Remastered version)
9.分かつ
10.タイムマシン